# Tetraneura
Genre
Tetraneura est un genre d'insectes hémiptères de la famille des Aphididae, dans la sous-famille Eriosomatinae et dans la tribu Eriosomatini.

## Présentation

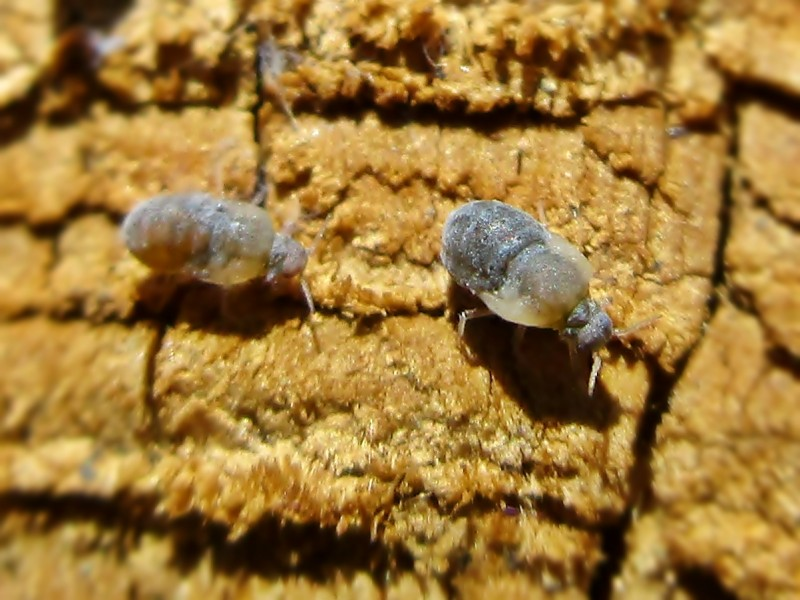
Tetraneura ulmi.

Il y a plus d'une trentaine d'espèces déjà décrites dans ce genre,,, :
Voici les 37 espèces contenues dans le genre Tetraneura :
- Tetraneura aequiunguis Zhang, Guangxue & Wanyu Zhang, 1991 c g
- Tetraneura africana van-der van der Goot, 1912 c
- Tetraneura africana Goot, 1912 g
- Tetraneura agnesii Del Guercio, 1921 c g
- Tetraneura asymmachia Zhang, Guangxue & Wanyu Zhang, 1991 c g
- Tetraneura basui Hille Ris Lambers, 1970 c g
- Tetraneura brachytricha Zhang, Guangxue & Wanyu Zhang, 1991 c g
- Tetraneura caerulescens c g
- Tetraneura capitata Zhang, Guangxue & Wanyu Zhang, 1991 c g
- Tetraneura changaica c g
- Tetraneura chinensis c g
- Tetraneura chui Zhang, Guangxue & Wanyu Zhang, 1991 c g
- Tetraneura fusiformis c g
- Tetraneura indica c g
- Tetraneura iriensis c g
- Tetraneura javensis van-der van der Goot, 1917 c
- Tetraneura javensis Goot, 1917 g
- Tetraneura kalimpongensis Raychaudhuri, D.N., Pal & M.R. Ghosh, 1978 c g
- Tetraneura lambersi Chakrabarti, Samiran & Maity, 1978 c g
- Tetraneura longisetosa c g
- Tetraneura multisetosa Raychaudhuri, D.N., Pal & M.R. Ghosh, 1978 c g
- Tetraneura nigriabdominalis c g
- Tetraneura paiki Hille Ris Lambers, 1970 c g
- Tetraneura persicina Zhang, Guangxue & Wanyu Zhang, 1991 c g
- Tetraneura polychaeta Hille Ris Lambers, 1970 c g
- Tetraneura polychorema Zhang, Guangxue, 1997 c g
- Tetraneura pumilae c g
- Tetraneura radicicola c g
- Tetraneura reticulata Del Guercio, 1921 c g
- Tetraneura sikkimensis Raychaudhuri, D.N., Pal & M.R. Ghosh, 1978 c g
- Tetraneura sorini Hille Ris Lambers, 1970 c g
- Tetraneura triangula Zhang, Guangxue & Wanyu Zhang, 1991 c g
- Tetraneura ulmi (Linnaeus, 1758) c g b (elm sack gall aphid)
- Tetraneura ulmicema Zhang, Guangxue, 1997 c g
- Tetraneura ulmoides c g
- Tetraneura utpali Chakrabarti, Samiran, Maity & D.K. Bhattacharya, 1 c g
- Tetraneura yezoensis c g

Sources : i = ITIS, c = Catalogue of Life, g = GBIF, b = Bugguide.net